# Hans Hækkerup
Pour les articles homonymes, voir Hækkerup.
Ne doit pas être confondu avec Hans Erling Hækkerup.
Hans Hækkerup, né le 3 décembre 1945 à Frederiksberg (Danemark) et mort le 22 décembre 2013, est un homme politique danois, membre de la Social-démocratie. Il est ministre de la Défense de 1993 à 2000.

## Biographie
Hans Hækkerup est le fils de l'ancien ministre Per Hækkerup et de l'ancienne députée Grete Hækkerup, tous deux sociaux-démocrates. Il obtient un diplôme d'économie à l'université de Copenhague en 1973. Après ses études, il travaille successivement pour le ministère des Affaires sociales, le ministère de l'Éducation et le ministère de l'Emploi.
Engagé au sein de la Social-démocratie, il est candidat aux élections législatives de 1975 et de 1977, sans toutefois parvenir à remporter de siège,. À chaque fois, il obtient une place de suppléant social-démocrate dans sa circonscription, et siège à ce titre à plusieurs reprises comme membre temporaire du Folketing pendant plusieurs semaines lors d'absences des députés Ole Espersen et Lasse Budtz. Il est élu député de plein exercice lors des élections législatives de 1979.
Il perd son siège de député lors des élections législatives de 1981, mais le retrouve lors de celles de 1984,. En 1991, il prend la présidence de la commission de défense du Folketing.
Fort de son expérience parlementaire sur les questions de défense, il s'impose comme un candidat naturel pour devenir ministre de la Défense quand les sociaux-démocrates reviennent au pouvoir en 1993 avec Poul Nyrup Rasmussen comme Premier ministre. Il est reconduit à ce poste dans les trois autres gouvernements formés par ce dernier. À ce poste, il contribue au rapprochement diplomatique avec les États-Unis après une période de tension, et joue un rôle important dans l'engagement du Danemark dans des théâtres d'opération étrangers, comme en Bosnie et en Croatie.
En 1999, le gouvernement danois défend la candidature de Hækkerup pour succéder à Javier Solana comme secrétaire général de l'OTAN. Si sa candidature est initialement soutenue par les États-Unis, c'est finalement le Britannique George Robertson qui est choisi,.
En décembre 2000, il est désigné pour succéder à Bernard Kouchner comme administrateur des Nations Unies au Kosovo, et quitte alors ses fonctions ministérielles. C'est durant son mandat que se tiennent les premières élections législatives de l'après-guerre, auxquelles il convainc la minorité serbe du pays de participer. Il annonce sa démission en décembre 2001, évoquant des raisons personnelles à quelques semaines de la naissance prévue de son enfant.
En avril 2011, il révèle à la presse danoise être atteint d'atrophie multisystématisée. Il décède le 22 décembre 2013.

## Vie privée
Hans Hækkerup est marié pendant 30 ans avec Lise Hækkerup, également députée sociale-démocrate, avec qui il a trois enfants. Le couple divorce en 1998, l'année qui suit la rencontre de Hans Hækkerup avec Susanne Rumohr, alors chef de service au ministère de la Défense. Il épouse Rumohr, avec qui il a deux enfants, et le couple vit à l'étranger, alors qu'elle mène une carrière diplomatique, notamment comme ambassadrice danoise au Mexique à partir de 2010,.